# Râul Bogonos
Râul Bogonos este un curs de apă, afluent al râului Bahlui.